# Nymphon zundianum
Nymphon zundianum är en havsspindelart som beskrevs av Pushkin, A.F. 1993. Nymphon zundianum ingår i släktet Nymphon och familjen Nymphonidae.
Artens utbredningsområde är Södra Ishavet. Inga underarter finns listade i Catalogue of Life.